# ورتیف
ورتیف (انگلیسی: Vertiv) شرکت تجهیزات الکتریکی آمریکایی است، که در سال ۲۰۱۶ تأسیس شد.